# Tandzia
Tandzia (gruz. ტანძია) – wieś w Gruzji, w regionie Dolna Kartlia, w gminie Bolnisi. W 2014 roku liczyła 518 mieszkańców.

## Urodzeni
- Sulchan Saba Orbeliani